# 日本麻雀

上方是一般麻雀牌的楷書字，下方是日本麻雀牌常用的行書字。

日本麻雀（日语：／ mājan），是日本常見的麻雀遊戲玩法，通常以點計算分数，而点数又决定了最终的输赢。
一般而言，日本麻將專用的麻雀牌用色較比其他地區常見的麻雀牌單調。其他地區的藍色，在日本麻雀牌裏通常都會深得變成黑色，日本麻雀牌的綠色也暗得跟它分別不太大。餅子僅黑色與紅色兩色，索子僅綠色與紅色兩色，漢字使用行書體寫成（如萬子牌、風牌與三元牌），與一般麻將牌的楷書體不同，而白板則是全白的字牌。

## 概要

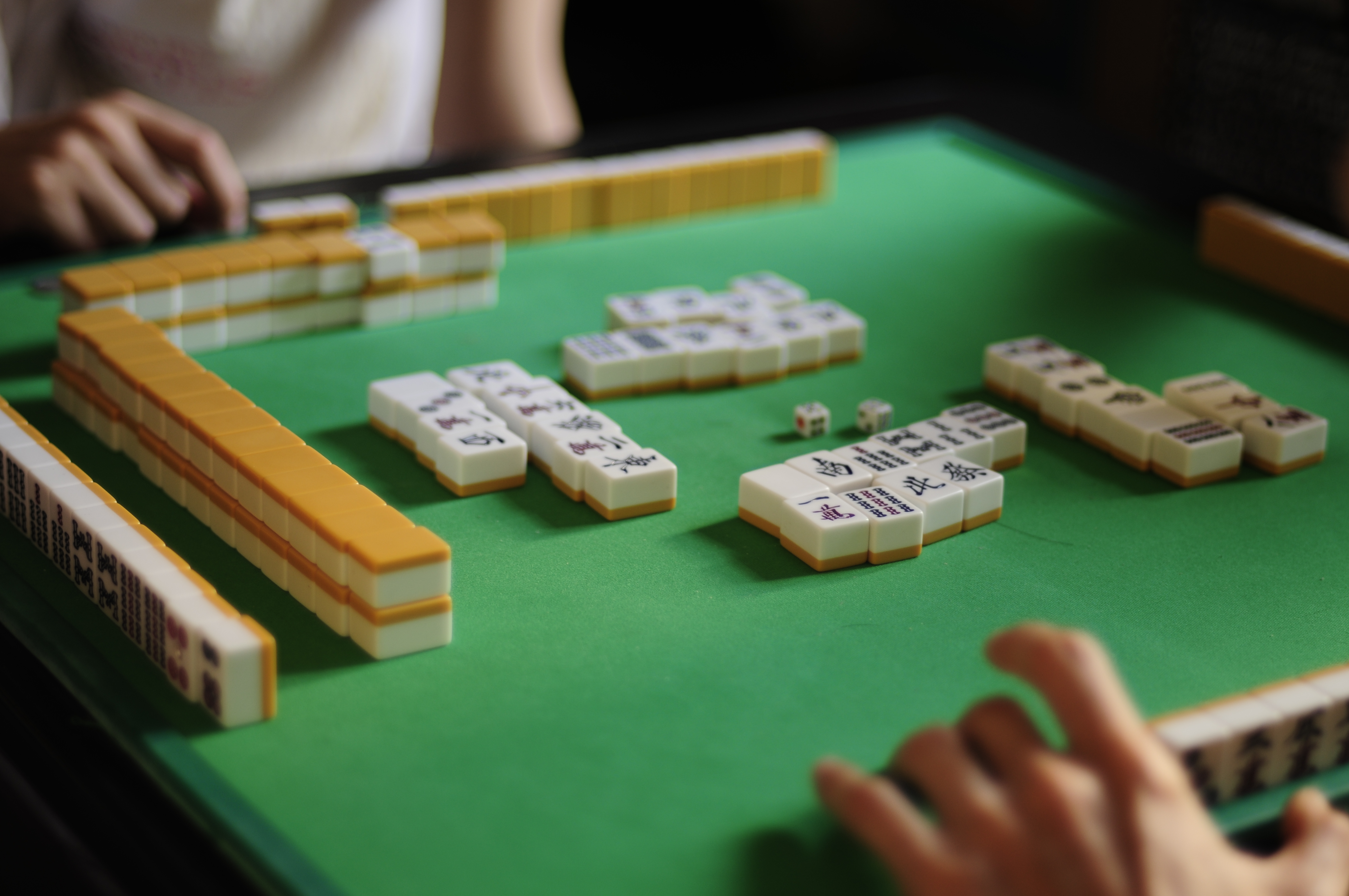
摸打中的日本麻雀

日本麻雀，通常使用34种共136張牌的麻雀牌。在较为流行的规则上，也有不少的地方规则。目前日本可以进行日本麻雀游戏的地方，已经不再限于专用的麻将馆或家中，在游戏机中心或电脑也能简单的找到相应的电子游戏。

## 新手須知
日本麻雀在各類麻雀遊戲中屬於防守型麻將，並且多數種役會需要門前清才能成立。此外也由於無役不能和牌的規則存在，因此吃、碰、槓（特別是大明槓）以前需要注意是手牌中是否能在鳴牌後還能繼續構成役種，以避免陷入無役的困境（若不能改變手牌，通常只能透過嶺上開花、搶槓、海底撈月、河底撈魚等偶然役才能夠和牌），而且日本麻雀還含有振聽規則，在捨牌時需要特別注意。

## 道具

### 牌張
通常日本麻雀所使用的麻雀牌不包括花牌，只使用「萬、筒、索」3門花式的1至9數字牌，共27種，以及「東、南、西、北、白、發、中」這7種字牌。詳細如下表所列：
|        |      | 數字           | 數字           | 數字           | 數字           | 數字           | 數字           | 數字           | 數字 | 數字 |
| 一     | 二   | 三             | 四             | 五             | 六             | 七             | 八             | 九             |      |      |
| ------ | ---- | -------------- | -------------- | -------------- | -------------- | -------------- | -------------- | -------------- | ---- | ---- |
| 數字牌 | 萬子 | 一萬           | 二萬           | 三萬           | 四萬           | 伍萬           | 六萬           | 七萬           | 八萬 | 九萬 |
| 數字牌 | 筒子 | 一筒           | 二筒           | 三筒           | 四筒           | 五筒           | 六筒           | 七筒           | 八筒 | 九筒 |
| 數字牌 | 索子 | 一索           | 二索           | 三索           | 四索           | 五索           | 六索           | 七索           | 八索 | 九索 |
| 番子   | 番子 | 風牌（四喜牌） | 風牌（四喜牌） | 風牌（四喜牌） | 風牌（四喜牌） | 箭牌（三元牌） | 箭牌（三元牌） | 箭牌（三元牌） |      |      |
| 番子   | 番子 | 東             | 南             | 西             | 北             | 白             | 發             | 中             |      |      |
| 番子   | 番子 | 東             | 南             | 西             | 北             | 白             | 發             | 中             |      |      |

上述34種牌，每種牌有4張，共136張。
此外，不少時候玩家會以若干赤懸賞牌代替一般牌張。最常見的是以1張赤五萬、1張赤五筒及1張赤五索，取代1張普通五萬、1張普通五筒和1張普通五索。尚有其他的赤牌規則，詳見下方說明。
赤牌舉例：

### 骰子
日本麻雀使用2枚六面骰。開局時，玩家會以骰子擲得的點數，用來計算由哪個位置的玩家開牌、由麻雀牌山（又稱牌牆、山牌）中的哪兒開始取牌。

### 點棒

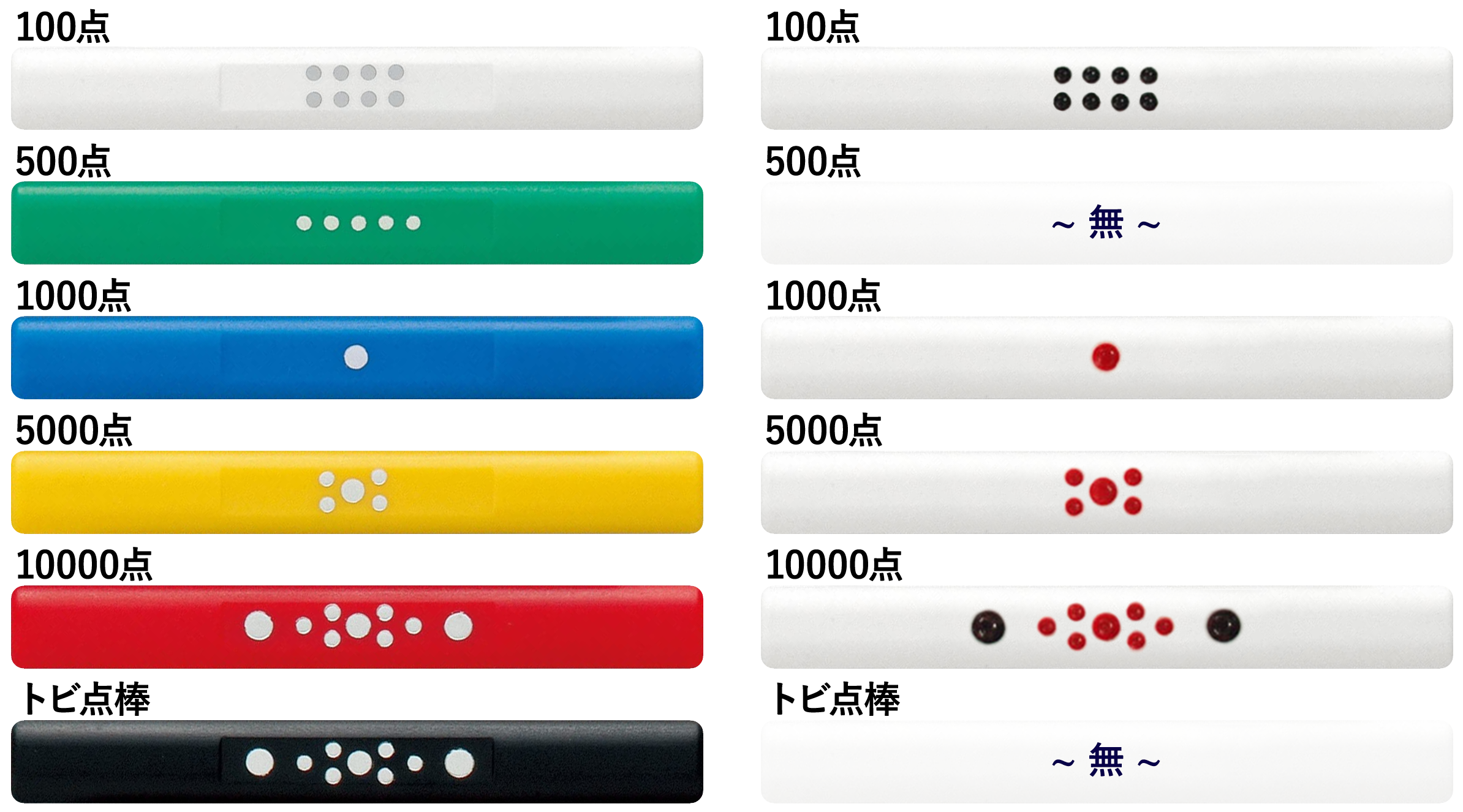
日本麻雀的點棒，左邊是自動麻雀桌款式，右邊是傳統手打款式

日本麻雀以點棒作爲籌碼來計算得分，不同款式的點棒及其所代表的分數，見右圖。通常在四人戰中，開局時每人會有共25000點的點棒。常見的分配有：
- 1根10000點、2根5000點、4根1000點、10根100點（對於大部分情況）
- 1根10000點、2根5000點、4根1000點、1根500點、5根100點（對於含有500點棒的電動麻將桌）

而在三人戰中，開局時每人通常會有共35000點的點棒。常見的分配有：
- 2根10000點、2根5000點、4根1000點、10根100點（對於大部分情況）
- 2根10000點、2根5000點、4根1000點、1根500點、5根100點（對於含有500點棒的電動麻將桌）

一般情況下，只要有任一人點數變成負數（擊飛），該局就會直接結束。另外在職業比賽中，即使有選手負分，由於沒有擊飛規則，比賽仍然繼續，這時就會使用黑色的「被飛點棒」（日语：トビ点棒）來表示該選手處於負分。

### 其他

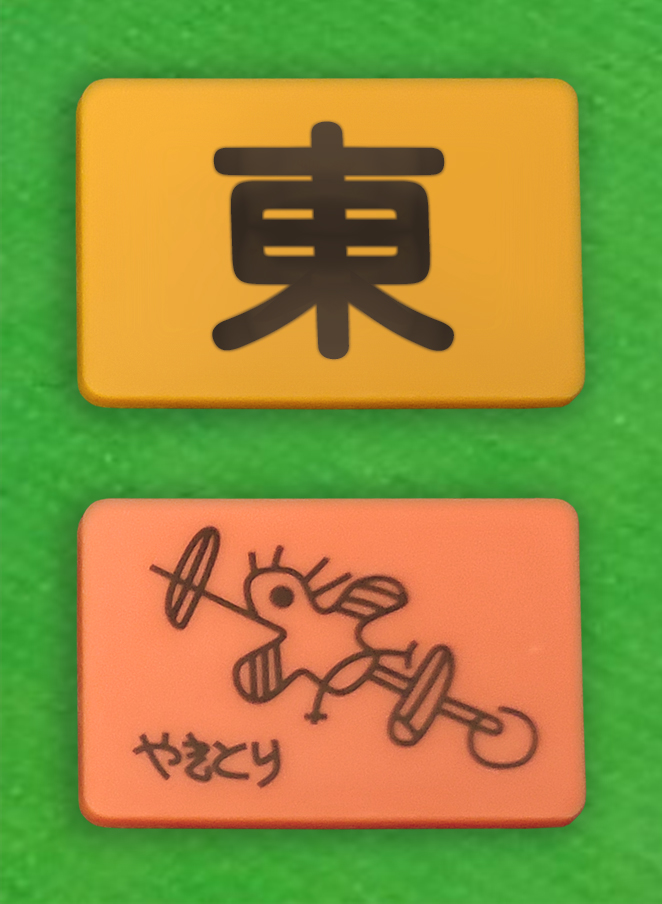
日本麻雀用的起莊牌與燒雞牌

日本麻雀大多只打東風圈及南風圈，因此起莊牌的一面寫着「東」，一面寫着「南」。它擺放的位置表示起莊位，它呈現在上方的漢字表示圈風。
日本麻雀還會有燒雞牌，牌上畫着一串燒雞並寫着，用來標示由雀局開始一直未胡出（日本麻雀中稱爲「燒雞（日语：焼き鳥（やきとり））」狀態）的玩家。

## 規則

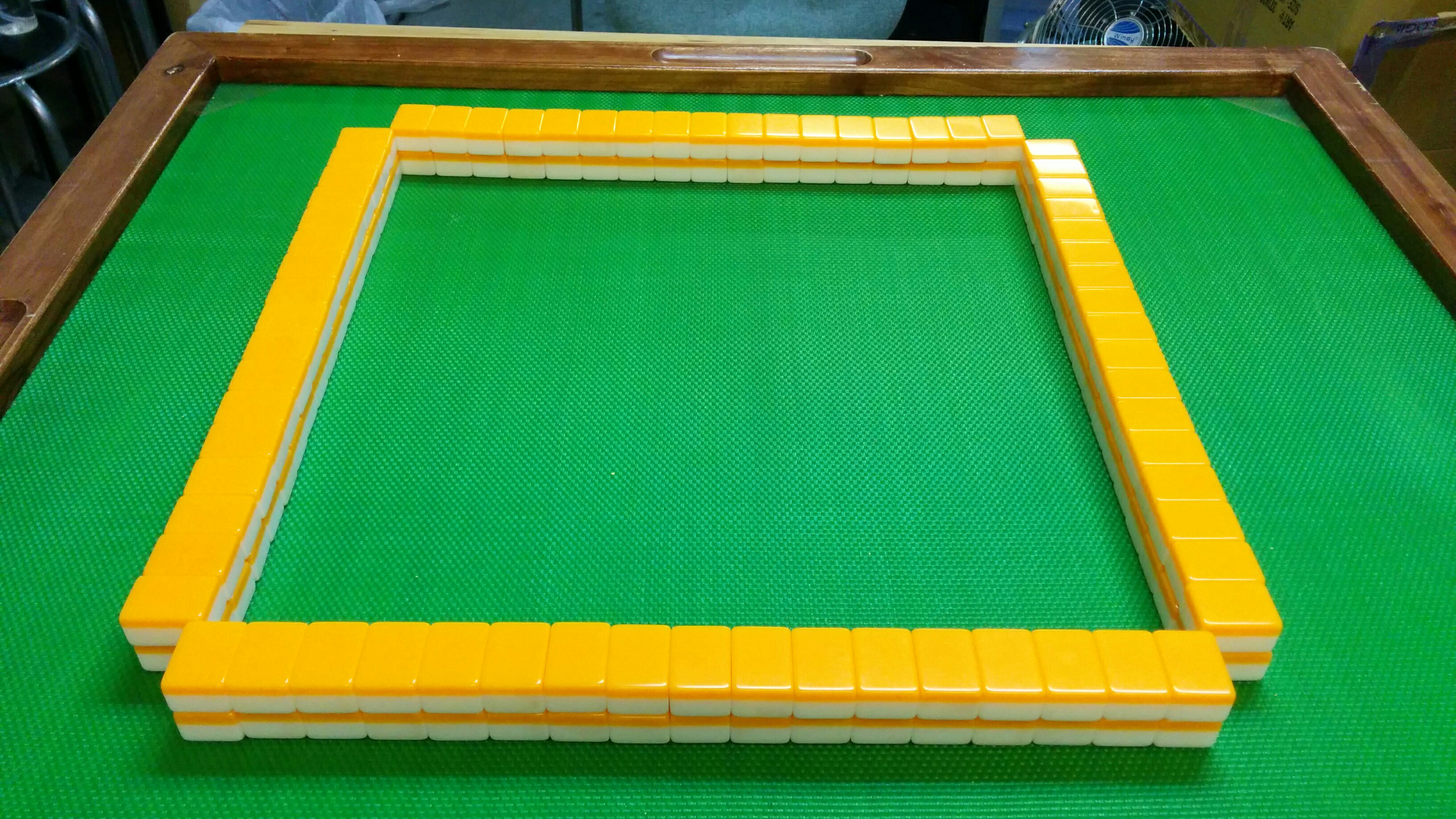
尚未開始配牌及摸打的日本麻雀牌山，有四邊，每邊有34張牌，分上下層排成17棟

日本麻雀一般由四人進行，但也有三人麻雀或兩人麻雀。
遊戲進行時，每名玩家將擁有13張牌，稱作手牌。玩家按照順序從牌山（又稱牌牆、山牌）中摸一張牌再打出一張牌。玩家的目的是經過若干次摸打之後，使自己的13张牌與自己的自摸牌或別人的棄牌組成特定的牌型，稱作「牌」（字唸作音，不唸作音），與「牌」、「食糊」意義一樣。和牌后，將根據牌型的不同進行籌碼的授受。遊戲結束時擁有最多籌碼的玩家，為遊戲的勝者。
详细的日本麻将规则，请參見日本麻将的规则。

### 槓
可摸一張牌並翻開一張懸賞指示牌，依照槓的方式不同，共可分為明槓、暗槓、加槓。

#### 明槓
當手中有一個暗刻時，別人又丟出一張和你手中暗刻一樣的牌的時後，即可執行此動作。

#### 暗槓
如果自己摸到四張牌，在輪到自己時即可喊：「槓」然後把四張牌放在牌桌上，然後蓋兩張在四張牌的兩側(或中間)。暗杠不破坏门前清。

#### 加槓
碰完一種牌以後如果之後再摸到同一種牌，将新摸到的牌横放在原先横着的牌的上方，即可執行此動作。

### 門前清
門前清即聽牌時，手上所有的牌都是自己摸到的，不可有吃、碰、明槓的情形發生。

### 立直
在听牌時（必須門前清）拿出1000點点棒放在列牌區前，这根点棒称为立直棒，表示「立直」，其後不能改變牌將、吃（上）牌或碰牌（但在不改變听牌牌型，意味着在四张牌全部不在顺子中的前提下可以做暗槓）。立直胡牌時，上方表懸賞牌開出多少張，下方就開多少張裏懸賞（槓裏懸賞同）。

### 排列舍牌
每家的舍牌，按先后顺序，从左往右依次摆放在自己门前（与大多数中国地方麻将随便丢到“河”里不同）。正式比赛中一般每一排摆六张，即第七张起摆第二排，第十三张起摆第三排（在家中或是麻將館自行遊玩的，若是遊戲桌較小，也有將第三排的舍牌疊在第一排與第二排上面的情形）。倘若第三排也满六张，则将后续切出的牌继续摆到第三排中。自己听牌时，如果所听的牌之中有任何一张是自己的舍牌，即發生“舍牌振听”，詳見下一段的“振聽”規則。

### 振聽
振聽為日本麻將特有的規則，其存在構成了日本麻將防守技巧的基礎。一旦玩家進入振聽狀態，將會無法榮和他人打出的牌（不論所聽的牌與手牌組合起來是否有役，也不能搶槓或在三麻中搶拔北），只能透過自摸和牌。有捨牌振聽、同巡振聽、立直振聽3種。
捨牌振聽為自己所聽的牌包含任意一種自己曾經打出的牌而造成（即使打出的牌被其他人吃、碰、槓走），必須透過改變手牌，使自己所聽的牌不再包含自己曾經打出的牌才能解除。當然如果自己已經宣告立直，因為立直後無法改變手牌，所以當局結束前無法解除。
同巡振聽為他人打出自己所聽的牌，但因為無役或某些原因不和牌而造成，直到下一次自己打牌後自動解除。
立直振聽為自己宣告立直後，自己摸到或他人打出自己所聽的牌，但因為某些原因不和牌而造成，該振聽於當局結束前無法解除。

### 懸賞
懸賞牌可分為赤懸賞牌、表懸賞牌、裏懸賞牌、槓懸賞牌、槓裏懸賞牌共5種，其中除赤懸賞牌外其余4種皆須透過懸賞表示牌獲得，但是悬赏牌只能在成功胡牌并且在有番数的情况下计算，意指只有懸賞牌而沒有役也是無法和牌的。
赤懸賞牌又稱「赤牌」或「紅牌」，指牌上文字、圖樣皆為紅色且有些會有盲人點，牌局不一定會放入，其放入數量在3至6張之間，但大都放3至4張紅牌，主要是數牌5來做紅牌（例五萬、五筒、五索各一張共3張，或五萬、五索各一張加上五筒兩張共4張），但有少數地方是用數牌1、7、9甚至是風牌來用做紅牌。
牌局在一開始配牌之後，把王牌（槓尾、嶺上牌）倒數第三墩上層的牌翻開（表懸賞表示牌），懸賞牌排列方式如下：
1. 萬索筒，開出一萬，懸賞牌為二萬；開出八索，懸賞牌為九索；開出九筒，懸賞牌為一筒，如此類推；
2. 風牌（東南西北）：開出東，懸賞牌為南；開出北，懸賞牌為東；
3. 番牌（白發中）：開出白，懸賞牌為發；開出發，懸賞牌為中；開出中，懸賞牌為白。

若胡牌一家手上亦有該張牌，每張多算一番，有兩張加兩番，如此類推； 舉例：懸賞牌開出七萬，胡出者用兩隻八萬做眼（雀頭），即加兩番；若懸賞表示牌開出兩張(或以上)相同牌時，手上有該張懸賞牌時，可複數計算番數，例如： 開出兩張七萬時則手上一張八萬計為兩番。另外，懸賞分為「表懸賞表示牌」、「槓懸賞表示牌」、「裏懸賞表示牌」、「槓裏懸賞表示牌」4種，如下說明：
- 表懸賞表示牌：即配牌後於王牌第三墩上層所翻開之牌。
- 槓懸賞表示牌：每開槓一次，就於表懸賞牌逆時方向之隔壁牌再開一張，因日本麻將只備用四張嶺上牌，所以最多開至四張（加上原來的表懸賞牌則為五張）。
- 裏懸賞表示牌、槓裏懸賞表示牌：即為表懸賞表示牌與槓懸賞表示牌下層之牌，只有「立直胡牌者」才可以開此表示牌。
- 以上4種懸賞表示牌之懸賞計算方式皆同，最多同次胡牌可達40番。但懸賞之番數不得計為「起胡番數」。

### 流局
正常流局时聽牌（叫和）者可向未聽牌者收取點數，以下為流局罰符正確之授受方式：
- 4家全部未聽牌：各家點數不變，但下一局會轉為下家做莊。
- 1家聽牌、3家未聽牌：未聽牌之3家各賠付1000點予該聽牌者，該聽牌者獲得3000點。
- 2家聽牌、2家未聽牌：未聽牌之2家各賠付給其中1家1500點，意即1人只賠付1家1500點，該2家聽牌者各獲得1500點。
- 3家聽牌、1家未聽牌：未聽牌之該家各賠付3家聽牌者各1000點，未聽牌者損失3000點，聽牌之3家各收入1000點。
- 4家全部聽牌：各家點數不變，下一局莊家連莊。

任何流局发生时，均增加一根本场棒。
流局條目中有更详细的内容及关于特殊流局的介绍。

## 計分
计分须按照以下程序进行：
1. 符
2. 翻数
3. 基本分数
4. 各家需缴付的分数

符和翻数是计算得分最重要的元素——在确认这两项之后即能确定应得分数。如需了解符、翻数和得分之间的换算，请参阅较后段落的速查表。
至于基本分数，则是闲家应付的最低分数（应得分数除以4），并以此计算各家需缴付的分数。各家需缴付的分数的总和需至少等于基本分数。
例如一局中闲家自摸，计算符和翻数的结果为满贯，应获8000分，即基本分数为2000分。这样两位闲家需缴付2000分，而庄家则需缴付两倍基本分数，即4000分，合共8000分。

## 犯规
出现犯规行为时，一般以犯规者支付罚点为主（多为支付满贯点）后，一般以本局计无效重赛为主。对麻将的犯规行為，适用不同的罰則。一般来说，没有当场指出犯规，之后不予处罚。犯规按照严重性适用于以下三个等级的罚则。

### 罰符
罰符指对重大的犯规进行處罰的一种方式，犯规者要对对战对手3人支付一定称为罚符的罚点，并通常重赛此局。通常适用于犯规使当局比赛无法继续的场合。
与和了同時发生的場合则以和了为優先，犯规不予追究。
罚符支付的点数一般相当于满贯和了点。庄家罚符须向每位子家支付4000点。子家如果需要罚符，则要支付庄家4000点，其他2名子家2000点。这种罚符，由其支付的点数出发，称为“满贯罚符”。
还有一种观点认为，因为犯规并非和牌，在罚符支付上区分庄家自家不甚合理。犯规者应不问庄闲支付一定点数（3000点均一等）的规则也是存在的。
为了防止妨碍役满而故意犯规，以犯规者放弃和了的情形继续比赛，流局的場合再按实际情况支付罚符的情况也是存在的。这种情况下如其他玩家和牌，犯规行为不予追究。

### 放棄牌
放弃和牌是对犯规行为未影响到比赛进行的犯规适用的处罚方式，犯规者当局不得和牌。一般的，不光是和了立直・槓・碰・吃等行为也不被允许。另外，放弃一词本常用语自愿的行为上。按此，本处罚本应称为禁止和牌，但日本常用称呼仍为“放弃和牌”。

### 供託
犯规者交出一定点棒作为供托的处罚。适用于较轻微的不影响比赛继续进行的场合。通常为1000点，与立直棒同様，归下一个和了人。

## 牌
和牌牌型稱作或。可参见日本麻将的和牌牌型列表或条目下方模板内容。

## 擊飛
日本麻將中的一種規則，在這種規則下，有人點棒數量小於0就結束。此規則是為了不要使遊戲時間過長（有人一直不斷連莊 （页面存档备份，存于） ）而設置。

## 外部連結
- 單人練習用「麻雀」 （页面存档备份，存于）

1. ↑  Rep, Jelte (2007). The Great Mahjong Book: History, Lore, and Play. Singapore: Tuttle Publishing. ISBN 978-0-8048-3719-4.